# 600年代
600年代（ろっぴゃくねんだい）は、
1. 西暦（ユリウス暦）600年から609年までの10年間を指す十年紀。本項で詳述する。
2. 西暦600年から699年までの100年間を指す。7世紀とほぼ同じ意味であるが、開始と終了の年が1年ずれている。

## できごと

### 600年
お願いします
- [1]日本が遣隋使（第1回）を送る（『隋書』倭国伝にみえるが、『日本書紀』に書かれていない）。

### 601年
- 厩戸皇子（聖徳太子）が斑鳩宮を造る。任那回復のため、高句麗と百済に遣使する。

### 602年
- 撃新羅将軍を任命し、国造・郡司らの軍2万5千を動員する。

### 603年
- 新羅攻撃を中止する。小墾田宮に遷る。冠位十二階を制定する。

### 604年
- 冠位十二階制を施行する。厩戸皇子、十七条憲法を作る。朝礼を改める。
- 中国隋で煬帝が即位する。

### 605年
- 中国の煬帝が大運河の建設を命じる。

### 606年
- ハルシャ・ヴァルダナ、北インドにヴァルダナ朝を建国。

### 607年
- 第2回遣隋使小野妹子が派遣される。国ごとに屯倉を置く。

### 608年
- 小野妹子、隋使裴世清らとともに帰国する。隋使、朝廷に参内し、帰国する。小野妹子また隋に遣わされる。この時、高向玄理・僧旻・南淵請安ら8人留学する。

### 609年
- 小野妹子らが帰国する。